# Hela världen fröjdes Herran
Hela världen fröjdes Herran (tyska: Alle Welt, was kreucht und webet) är en lovpsalm, skriven av Johann Franck, tryckt år 1653. Psalmen översattes av Jakob Arrhenius år 1691 (i hans "Psalme-Profwer") och bearbetades av Jesper Swedberg år 1694, varpå den infördes i 1695 års psalmbok. Relativt oförändrad infördes den även i 1819 års psalmbok och 1937 års psalmbok. När den togs med i 1986 års psalmbok ändrades texten på några ställen. Texten bygger på Psaltaren 100.
Melodin är troligen svensk, men antas ha tyskt ursprung, och påträffades i en handskrift från år 1676 i Västerås läroverksbibliotek.

## Publicerad i
- 1695 års psalmbok som nr 84  under rubriken "Konung Davids Psalmer".
- 1819 års psalmbok som nr 268  under rubriken "Kristligt sinne och förhållande - I allmänhet: Förhållandet till Gud: Guds lov".
- Stockholms söndagsskolförenings sångbok 1882 som nr 102 med verserna 1-3, under rubriken "Psalmer".
- Sionstoner 1889 som nr 513 under rubriken"Bön och lov".
- Herde-Rösten 1892 som nr 261 under rubriken "Lof och tacksägelse".
- Svenska Missionsförbundets sångbok 1894 som nr 2 under rubriken "Guds härlighet".
- Svensk söndagsskolsångbok 1908 som nr 293 under rubriken "Festsånger".
- Lilla Psalmisten 1909 som nr 164 under rubriken "Lovsånger".
- Svenska Missionsförbundets sångbok 1920 som nr 408 under rubriken "Lovsånger".
- Svensk söndagsskolsångbok 1929 som nr 1 under rubriken "Inlednings- och samlingssånger".
- Frälsningsarméns sångbok 1929 som nr 580 under rubriken "Begynnelse och avslutningssånger".
- Segertoner 1930 som nr 101 under rubriken "Samlingssånger".
- Sionstoner 1935 som nr 49 under rubriken "Guds lov".
- 1937 års psalmbok som nr 8  under rubriken "Guds lov".
- Sions Sånger 1948 som nr 6 under rubriken "Hela världen fröjdes Herran".
- Segertoner 1960 som nr 101.
- Psalmer för bruk vid krigsmakten 1961 vers 1-3.
- Frälsningsarméns sångbok 1968 som nr 705 under rubriken "Begynnelse Och Avslutning".
- Sionstoner 1972 som nr 2.
- Den svenska psalmboken 1986 som nr 4  under rubriken "Lovsång och tillbedjan".
- Finlandssvenska psalmboken 1986 som nr 287 med titelraden "Hela världen, prisa Herran", under rubriken "Glädje och tacksamhet".
- Lova Herren 1988 som nr 10 under rubriken "Guds lov".